# Parc Nacional de Langsua
El Langsua (en noruec: Langsua nasjonalpark) és un parc nacional de Noruega situat al comtat d'Oppland, abastant part dels municipis d'Øystre Slidre, Nord-Aurdal, Nordre Land, Gausdal, Sør-Fron i Nord-Fron. Consta d'una superfície protegida total de 537,1 km². Va ser establert l'11 de març de 2011, mitjançant la fusió del Parc Nacional d'Ormtjernkampen i altres zones protegides dels voltants.
Quant a la flora i fauna, la flor més abundant del parc és la campanula barbata, flor típica de latituds més septentrionals, com ara el comtat de Finnmark. Les aus més abundants del parc són l'arpella pàl·lida, el territ becadell i el becadell gros. Entre els mamífers el linx és el més abundós.
Al parc hi ha grans àrees de pasturatge. L'Associació Noruega de Trekking compta amb set cabanes al parc nacional, el més gran dels quals és l'alberg de Liomseter.